# احمد کاظمی موسوی
سید احمد کاظمی موسوی (زادهٔ ۹ شهریور ۱۳۱۸ رشت) حقوقدان، تاریخ شناس، نویسنده، پژوهشگر دینی و استاد مطالعات اسلامی است که سابقۀ تدریس در دانشگاه‌های  مک‌گیل،  امام صادق،  تهران،  الزهرا، دانشگاه بین‌المللی اسلامی مالزی،  مریلند، دانشگاه ویرجینیا، دانشگاه مذاهب اسلامی و دانشگاه جرج واشینگتن را در کارنامه دارد.

## زندگی
احمد کاظمی موسوی در نهم شهریور ۱۳۱۸ در شهر رشت متولد شد. وی دانش‌آموخته دبیرستان دارالفنون و فارغ‌التحصیل دانشکده حقوق دانشگاه تهران در سال ۱۳۴۱ شمسی است. او پس از اخذ لیسانس حقوق و انجام خدمت نظام وظیفه به استخدام دادگستری درآمد و دو سال در سمت قاضی در شهرهای مهاباد و تربت حیدریه به قضاوت پرداخت. سپس به  وزارت امور خارجه ایران وارد شد و دوازده سال به عنوان دیپلمات در کشورهای عراق، ایالات متحده آمریکا و کانادا حضور داشت.

## کارنامۀ دانشگاهی

### تحصیل و تدریس در کانادا
کاظمی موسوی پس از بازنشستگی از  وزارت امور خارجه ایران به قصد تحصیل به کانادا مهاجرت کرد و در دانشگاه مک‌گیل مشغول تحصیل شد و در ۱۹۹۱ پایان‌نامۀ دکتری خود را با عنوان «بررسی تطبیقی نهادهای حقوقی-سیاسی در اسلام» زیر نظر پروفسور هرمان لندولت دفاع نمود. او ضمن تحصیل در دانشگاه مک‌گیل به خاطر تخصصش در زبان فارسی و عربی، دروسی از این دو زبان را در آن دانشگاه تدریس کرد. و در ۱۹۸۶، انجمن ادبی ایرانیان مقیم مونترئال را بنیان نهاد که سخنرانانی چون هرمان لندولت و مهدی محقق را به خود جلب کرد. وی نخستین مقالهٔ تحقیقی خود را به زبان انگلیسی دربارهٔ «شکل گیری نهاد مرجعیت تقلید در قرن نوزدهم» نوشت که برنده جایزه ویژه دانشگاه مک‌گیل گردید. 

### بازگشت و تدریس در ایران
پس از بازگشت به ایران، در سال ۱۳۶۴ در دانشگاه امام صادق شروع به تدریس کرد و در سال‌های ۱۳۷۰–۱۳۷۱ نیز ضمن اشتغال در دانشنامه جهان اسلام، در دانشگاه‌های  تهران، الزهرا و دانشگاه آزاد اسلامی تهران دروس حقوقی اسلامی را تدریس نمود. 

### حضور طولانی مدت در مالزی
در سال ۱۳۷۱ به دعوت دانشگاه بین‌المللی اسلامی مالزی به کوالا لامپور رفت و به مدت ۱۳ سال در این دانشگاه به تدریس دروس حقوقی اسلام اشتغال داشت. 

### تدریس در دانشگاه‌های ایالات متحدۀ آمریکا
در سال ۱۳۸۴ به دعوت  دانشگاه مریلند به ایالات متحده آمریکا رفت و پس از دو سال تدریس در این دانشگاه به ایران بازگشت و در دانشگاه مذاهب اسلامی (وابسته به مجمع جهانی تقریب بین مذاهب) «حقوق بین‌الملل اسلام» را تدریس نمود. در سال ۱۳۸۶ دوباره به  دانشگاه مریلند بازگشت و به مدت چهار سال در این دانشگاه و دانشگاه ویرجینیا درس‌هایی با عنوان «اسلام و دموکراسی در عصر حاضر» و «عرفان اسلامی» را ارائه و تدریس کرد. او از سال ۱۳۹۱ در دانشگاه جرج واشینگتن، «حقوق بین‌الملل از نگاه اسلام» را تدریس می‌کند.

## آثار
احمد کاظمی موسوی پژوهش‌های ویژه‌ای در زمینه‌ای نهادهای سیاسی – فرهنگی اسلام انجام داده است که بخشی از آن‌ها را در قالب هفت کتاب و بیش از صد مقاله منتشر کرده‌است. وی در کنفرانس‌های بین‌المللی بسیاری شرکت نموده و آثاری را ارائه کرده‌است که آخرین آن کنفرانس مطالعات ایرانی در ۱۳۹۳ در مونترئال کانادا بود.

### کتاب‌ها به زبان فارسی
- خاقان صاحب‌قران و علمای زمان: نقش فتحعلی شاه قاجار در شکل‌گیری روندها و نهادهای مذهبی نو، احمد کاظمی موسوی، تهران: نشر آگاه، ۱۳۹۷.
- نگاهی به نهادهای سنتی و آیین‌های بومی ایران، احمد کاظمی موسوی، تهران، نشر آگاه، ۱۳۹۶.
- باز اندیشی در آیین استنباط: نگاهی به سیر تاریخی اصول فقه و رویکردهای نوین مصالح – مقاصدجویانه و هرمنوتیکی، احمد کاظمی موسوی، تهران، نگاه معاصر، اسفند 1395.
- شیخ یوسف بحرانی: نماد اعتدال و رواداری در فقه شیعه، احمد کاظمی موسوی، مهر ۱۳۹۵ (به انگلیسی و فارسی)
- علمای شیعه و قدرت سیاسی: تحلیلی از مبانی نظری قدرت علماء و سیر تاریخی آن، احمد کاظمی موسوی، مالزی،[۴] ۱۳۸۳

### کتاب‌ها به زبان انگلیسی
1. Facing One Qibla, 2003, co-authored by Dr. Karim Douglas Crow, Singapore[۵]
2. Religious Authority in Shi'ite Islam, 1996, ISTAC, Kuala Lumpur, Malaysia
3. Guide to Equality in the Family in the Maghreb, published by Foundation of Iranian Studies, Washington D.C, 2007

### برخی از مقالات مهم به زبان انگلیسی
1. "Rethinking Islamic Legal Methodology with Reference to Maqasid al-Shari'ah" Islam and Civilisational Renewal, Kuala Lumpur, 2/2 (ژانویه ۲۰۱۱), pp.272–284
2. "Modern Intellectual Approaches to Islamic Law", Islam and Civilisational Renewal, 1/۳(آوریل ۲۰۱۰), pp.474–494.
3. "A Schema of Islamic Legal Methodology (usul al-fiqh) in Early Islam", Al-Shashajarah: Journal of the International Institute of Islamic Thought and Civilization (ISTAC), Vol 0,No 1(2004), pp.1–43.
4. "The Presence of Perso- Islamic Mysticism in Malay-Indonesian Literature" in Measuring the Effect of Iranian Mysticism on Southeast Asia, edited by Imtiyaz Yusuf (Bangkok: Cultural Center, 2004), 56-66

### برخی از مقالات مهم به زبان فارسی
- «عرف و شوکت، دو شاخص حکومت در تاریخ اسلام»، ایرانشناسی، ۲۰۱۲
- «آیین رفاقت و همبستگی اجتماعی در میان اهل فتوت و جوانمردی»، نقد و بررسی کتاب، ۱۹۹۵
- «سیری در تطور نهاد دادرسی در اسلام»، آیینه پژوهش، آذر و دی ماه ۱۳۸۵
- «باز اندیشی در مفهوم جهاد: استقبال از ترجمه کتاب یک فقیه شیعه»، ایرانشناسی ۲۰۱۳
- «علت بی قانونی در ایران»، بخارا، ۱۳۸۹
- «رویکرد علمای شیعه به شعائر و آداب عامه پسند»، ایرانشناسی، بهار ۱۳۸۱
- «مشکل حقوق بشر در اسلام»، ایران نامه، ۱۳۸۱
- «برقراری موقعیت مرجع تقلید در جامعه شیعه»، تاریخ پژوهی، پاییز ۱۳۸۳، ترجمه توسط فخری زنگی آبادی.
- «نوآوری در چارچوب سنت»، ایرانشناسی، زمستان ۱۳۸۴
- «تلاش‌های تازه برای امروزی کردن روش استنباط در اسلام»، ایرانشناسی، پاییز ۱۳۸۸
- «دوره‌های تاریخی تدوین و تحول فقه شیعه»، تحقیقات اسلامی، بهار و تابستان[۶] ۱۳۶۹
- «پیدایش رساله عملیه و نقش آن در گسترش حقوق مثبته شیعه»، تحقیقات اسلامی، بهار و تابستان ۱۳۷۰
- «تجربه دموکراسی در کشورهای خاورمیانه»، نگاه نو، بهار ۹۶